# Patricia N'Goy Benga
Pour les articles homonymes, voir Benga.
Patricia N'Goy Benga, née le 27 novembre 1971 à Kinshasa, est une joueuse congolaise de basket-ball.

## Carrière
Elle a participé au tournoi féminin basket-ball aux Jeux olympiques d'été de 1996 à Atlanta à l'issue duquel les Zaïroises terminent à la douzième place.